# Isla Nuuluk
La isla Nuuluk es una isla deshabitada en el municipio de Qaasuitsup, del noroeste de Groenlandia. Se encuentra al Occidente del país. Forma parte del archipiélago de Upernavik
El punto más alto de la isla es una colina de 390 m en su parte sur.
- Datos: Q7070615